# 普卢内韦坎坦
普卢内韦坎坦（法語：Plounévez-Quintin，法語發音：[pluneve kɛ̃tɛ̃]）是法国阿摩尔滨海省的一个市镇，位于该省西南部，属于甘冈区。

## 地理
普卢内韦坎坦（48°17'24"N, 3°13'54"W）面积42.89 平方千米，位于法国布列塔尼大區阿摩尔滨海省，该省份为法国西北部沿海省份，位于布列塔尼半岛北部，北濒大西洋英吉利海峡，西接菲尼斯泰尔省，南至莫尔比昂省，东临伊勒-维莱讷省。
与普卢内韦坎坦接壤的市镇（或旧市镇、城区）包括：凯尔格里斯特-莫埃卢、朗里万、普卢盖内韦勒、圣尼古拉迪佩莱姆、圣特雷菲娜、特雷马尔加特。

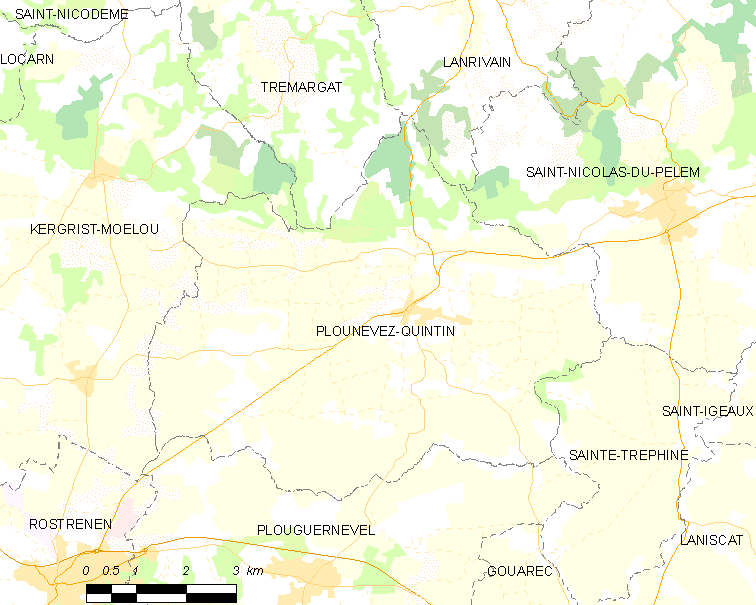
普卢内韦坎坦的OSM定位图

普卢内韦坎坦的时区为UTC+01:00、UTC+02:00（夏令时）。

## 行政
普卢内韦坎坦的邮政编码为22110，INSEE市镇编码为22229。

## 政治
普卢内韦坎坦所属的省级选区为罗斯特勒南县。

## 人口

1962-2008年间普卢内韦坎坦人口变化图示

普卢内韦坎坦于2022年1月1日时的人口数量为1057人。